# Matriu de sensors
Una matriu de sensors és un grup de sensors, generalment desplegats en un determinat patró de geometria, utilitzats per recollir i processar senyals electromagnètics o acústics. L'avantatge d'utilitzar una matriu de sensors respecte a l'ús d'un sol sensor rau en el fet que una matriu afegeix noves dimensions a l'observació, ajudant a estimar més paràmetres i millorar el rendiment de l'estimació. Per exemple, una sèrie d'elements d'antena de ràdio utilitzats per a la formació de feix pot augmentar el guany de l'antena en la direcció del senyal mentre disminueix el guany en altres direccions, és a dir, augmentant la relació senyal-soroll (SNR) amplificant el senyal de manera coherent. Un altre exemple d'aplicació de matriu de sensors és estimar la direcció d'arribada de les ones electromagnètiques que incideixen. El mètode de processament relacionat s'anomena processament de senyal de matriu. Un tercer exemple inclou matrius de sensors químics, que utilitzen múltiples sensors químics per a la detecció d'empremtes dactilars en mescles complexes o entorns de detecció. Els exemples d'aplicació del processament de senyals de matriu inclouen radar/sonar, comunicacions sense fil, sismologia, control de l'estat de la màquina, diagnòstic d'errors d'observacions astronòmiques, etc.
Mitjançant el processament de senyals de matriu, es poden estimar i revelar les propietats temporals i espacials (o paràmetres) dels senyals d'impacte interferits pel soroll i ocults a les dades recollides per la matriu de sensors. Això es coneix com estimació de paràmetres.

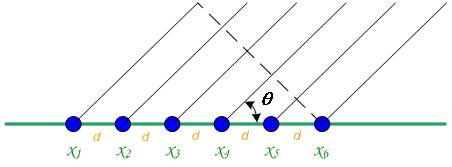
Figura 1: Matriu lineal i angle d'incidència

## Ona plana, formació de feixos en el domini del temps
La figura 1 il·lustra una matriu lineal uniforme (ULA) de sis elements. En aquest exemple, se suposa que la matriu de sensors es troba al camp llunyà d'una font de senyal de manera que es pugui tractar com una ona plana.
L'estimació de paràmetres aprofita el fet que la distància de la font a cada antena de la matriu és diferent, la qual cosa significa que les dades d'entrada a cada antena seran rèpliques desfasades entre si. eq. (1) mostra el càlcul del temps addicional que triga a arribar a cada antena de la matriu en relació amb la primera, on c és la velocitat de l'ona.
{\displaystyle \Delta t_{i}={\frac {(i-1)d\cos \theta }{c}},i=1,2,...,M\ \ (1)}
Cada sensor està associat a un retard diferent. Els retards són petits però no trivials. En el domini de la freqüència, es mostren com a canvi de fase entre els senyals rebuts pels sensors. Els retards estan estretament relacionats amb l'angle d'incidència i la geometria de la matriu de sensors. Donada la geometria de la matriu, els retards o les diferències de fase es poden utilitzar per estimar l'angle d'incidència. eq. (1) és la base matemàtica del processament del senyal de matriu. Simplement sumant els senyals rebuts pels sensors i calculant el valor mitjà donen el resultat
{\displaystyle y={\frac {1}{M}}\sum _{i=1}^{M}{\boldsymbol {x}}_{i}(t-\Delta t_{i})\ \ (2)}
Com que els senyals rebuts estan fora de fase, aquest valor mitjà no dóna un senyal millorat en comparació amb la font original. Heurísticament, si podem trobar retards de cadascun dels senyals rebuts i eliminar-los abans de la suma, el valor mitjà
{\displaystyle y={\frac {1}{M}}\sum _{i=1}^{M}{\boldsymbol {x}}_{i}(t)\ \ (3)}
donarà lloc a un senyal millorat. El procés de canvi de temps dels senyals utilitzant un conjunt ben seleccionat de retards per a cada canal de la matriu de sensors perquè el senyal s'afegeixi de manera constructiva s'anomena beamforming. A més de l'enfocament de retard i suma descrit anteriorment, existeixen diversos enfocaments basats en espectrals (no paramètrics) i enfocaments paramètrics que milloren diverses mètriques de rendiment. Aquests algorismes de formació de feixos es descriuen breument a continuació.

## Disseny de matrius
Les matrius de sensors tenen diferents dissenys geomètrics, incloent matrius lineals, circulars, planes, cilíndriques i esfèriques. Hi ha matrius de sensors amb una configuració de matriu arbitrària, que requereixen tècniques de processament de senyal més complexes per a l'estimació de paràmetres. En matriu lineal uniforme (ULA) la fase del senyal entrant {\displaystyle \omega \tau } hauria de limitar-se a {\displaystyle \pm \pi } per evitar les onades reixetes. Vol dir que per l'angle d'arribada {\displaystyle \theta } en l'interval {\displaystyle [-{\frac {\pi }{2}},{\frac {\pi }{2}}]} L'espai entre els sensors ha de ser inferior a la meitat de la longitud d'ona {\displaystyle d\leq \lambda /2}. Tanmateix, l'amplada del feix principal, és a dir, la resolució o la directivitat de la matriu, està determinada per la longitud de la matriu en comparació amb la longitud d'ona. Per tenir una resolució direccional decent, la longitud de la matriu hauria de ser diverses vegades més gran que la longitud d'ona de ràdio.

## Tipus de matrius de sensors

### Matriu d'antenes
- Matriu d'antenes (electromagnètica), una disposició geomètrica d'elements d'antena amb una relació deliberada entre els seus corrents, formant una sola antena generalment per aconseguir un patró de radiació desitjat
- Directional array, una matriu d'antenes optimitzada per a la direccionalitat
- Matriu de fases, una matriu d'antenes on els canvis de fase (i amplituds) aplicats als elements es modifiquen electrònicament, normalment per tal de dirigir el patró direccional del sistema d'antena, sense l'ús de peces mòbils.
- Antena intel·ligent, una matriu en fase en què un processador de senyal calcula els canvis de fase per optimitzar la recepció i/o la transmissió a un receptor sobre la marxa, com ho fan les torres de telefonia mòbil.
- Matriu d'antenes digitals, aquesta és una antena intel·ligent amb formació de feix digital multicanal, normalment mitjançant FFT.
- Matriu interferomètric de radiotelescopis o telescopis òptics, utilitzat per aconseguir una alta resolució mitjançant correlació interferomètrica
- Matriu d'antenes Watson-Watt/Adcock, utilitzant la tècnica Watson-Watt, mitjançant la qual s'utilitzen dos parells d'antenes Adcock per realitzar una comparació d'amplitud en el senyal entrant

### Matrius acústiques
- La matriu de micròfons s'utilitza en la mesura acústica i la formació de feixos
- La matriu d'altaveus s'utilitza en la mesura acústica i la formació de feixos

### Altres matrius
- Matriu de geòfons utilitzat en sismologia de reflexió
- La matriu de sonar és una matriu d'hidròfons utilitzats en imatges submarines
- Sensors d'imatge per a càmeres digitals